# Гама (слово)
Гама (велико слово Γ, мало слово γ; грч. Γάμμα) је треће слово грчког алфабета. У систему грчких бројева има вредност 3. Изведено је из феничанског слова гимел . Слова која су настала из гаме су латиничка C и G и ћириличка слова Г и Ґ.

## Употребе

### Грчки језик
У модерном грчком, изговара се  или , а у старогрчком као . 

### Математика
У математици, са {\displaystyle \gamma } се најчешће обележава угао код темена {\displaystyle C} троугла .

## Рачунарско кодирање карактера
- Грчко гама

| Знак                      | Γ                          | Γ                          | γ                        | γ                        | ᴦ                                | ᴦ                                | ᵞ                                 | ᵞ                                 | ᵧ                                  | ᵧ                                  |
| ------------------------- | -------------------------- | -------------------------- | ------------------------ | ------------------------ | -------------------------------- | -------------------------------- | --------------------------------- | --------------------------------- | ---------------------------------- | ---------------------------------- |
| Назив у Уникоду           | GREEK CAPITAL LETTER GAMMA | GREEK CAPITAL LETTER GAMMA | GREEK SMALL LETTER GAMMA | GREEK SMALL LETTER GAMMA | GREEK LETTER SMALL CAPITAL GAMMA | GREEK LETTER SMALL CAPITAL GAMMA | MODIFIER LETTER SMALL GREEK GAMMA | MODIFIER LETTER SMALL GREEK GAMMA | GREEK SUBSCRIPT SMALL LETTER GAMMA | GREEK SUBSCRIPT SMALL LETTER GAMMA |
| Врста кодирања            | децимална                  | хексадецимална             | децимална                | хексадецимална           | децимална                        | хексадецимална                   | децимална                         | хексадецимална                    | децимална                          | хексадецимална                     |
| Уникод                    | 915                        | U+0393                     | 947                      | U+03B3                   | 7462                             | U+1D26                           | 7518                              | U+1D5E                            | 7527                               | U+1D67                             |
| UTF-8                     | 206 147                    | CE 93                      | 206 179                  | CE B3                    | 225 180 166                      | E1 B4 A6                         | 225 181 158                       | E1 B5 9E                          | 225 181 167                        | E1 B5 A7                           |
| Нумеричка референца знака | &#915;                     | &#x393;                    | &#947;                   | &#x3B3;                  | &#7462;                          | &#x1D26;                         | &#7518;                           | &#x1D5E;                          | &#7527;                            | &#x1D67;                           |
| Нумеричка референца знака | &Gamma;                    | &Gamma;                    | &gamma;                  | &gamma;                  |                                  |                                  |                                   |                                   |                                    |                                    |

- Коптско гама

| Знак                      | Ⲅ                           | Ⲅ                           | ⲅ                         | ⲅ                         |
| ------------------------- | --------------------------- | --------------------------- | ------------------------- | ------------------------- |
| Назив у Уникоду           | COPTIC CAPITAL LETTER GAMMA | COPTIC CAPITAL LETTER GAMMA | COPTIC SMALL LETTER GAMMA | COPTIC SMALL LETTER GAMMA |
| Врста кодирања            | децимална                   | хексадецимална              | децимална                 | хексадецимална            |
| Уникод                    | 11396                       | U+2C84                      | 11397                     | U+2C85                    |
| UTF-8                     | 226 178 132                 | E2 B2 84                    | 226 178 133               | E2 B2 85                  |
| Нумеричка референца знака | &#11396;                    | &#x2C84;                    | &#11397;                  | &#x2C85;                  |

- Латиничко / ИПА гама

| Знак                      | Ɣ                          | Ɣ                          | ɣ                        | ɣ                        | ˠ                           | ˠ                           | ɤ                            | ɤ                            |
| ------------------------- | -------------------------- | -------------------------- | ------------------------ | ------------------------ | --------------------------- | --------------------------- | ---------------------------- | ---------------------------- |
| Назив у Уникоду           | LATIN CAPITAL LETTER GAMMA | LATIN CAPITAL LETTER GAMMA | LATIN SMALL LETTER GAMMA | LATIN SMALL LETTER GAMMA | MODIFIER LETTER SMALL GAMMA | MODIFIER LETTER SMALL GAMMA | LATIN SMALL LETTER RAMS HORN | LATIN SMALL LETTER RAMS HORN |
| Врста кодирања            | децимална                  | хексадецимална             | децимална                | хексадецимална           | децимална                   | хексадецимална              | децимална                    | хексадецимална               |
| Уникод                    | 404                        | U+0194                     | 611                      | U+0263                   | 736                         | U+02E0                      | 612                          | U+0264                       |
| UTF-8                     | 198 148                    | C6 94                      | 201 163                  | C9 A3                    | 203 160                     | CB A0                       | 201 164                      | C9 A4                        |
| Нумеричка референца знака | &#404;                     | &#x194;                    | &#611;                   | &#x263;                  | &#736;                      | &#x2E0;                     | &#612;                       | &#x264;                      |

- гама

| Знак                      | ㌏           | ㌏             |
| ------------------------- | ------------ | -------------- |
| Назив у Уникоду           | SQUARE GAMMA | SQUARE GAMMA   |
| Врста кодирања            | децимална    | хексадецимална |
| Уникод                    | 13071        | U+330F         |
| UTF-8                     | 227 140 143  | E3 8C 8F       |
| Нумеричка референца знака | &#13071;     | &#x330F;       |

- Математичко / техничко гама

| Знак                      | ℾ                           | ℾ                           | ℽ                         | ℽ                         | 𝚪                               | 𝚪                               | 𝛄                             | 𝛄                             | 𝛤                                 | 𝛤                                 | 𝛾                               | 𝛾                               |
| ------------------------- | --------------------------- | --------------------------- | ------------------------- | ------------------------- | ------------------------------- | ------------------------------- | ----------------------------- | ----------------------------- | --------------------------------- | --------------------------------- | ------------------------------- | ------------------------------- |
| Назив у Уникоду           | DOUBLE-STRUCK CAPITAL GAMMA | DOUBLE-STRUCK CAPITAL GAMMA | DOUBLE-STRUCK SMALL GAMMA | DOUBLE-STRUCK SMALL GAMMA | MATHEMATICAL BOLD CAPITAL GAMMA | MATHEMATICAL BOLD CAPITAL GAMMA | MATHEMATICAL BOLD SMALL GAMMA | MATHEMATICAL BOLD SMALL GAMMA | MATHEMATICAL ITALIC CAPITAL GAMMA | MATHEMATICAL ITALIC CAPITAL GAMMA | MATHEMATICAL ITALIC SMALL GAMMA | MATHEMATICAL ITALIC SMALL GAMMA |
| Врста кодирања            | децимална                   | хексадецимална              | децимална                 | хексадецимална            | децимална                       | хексадецимална                  | децимална                     | хексадецимална                | децимална                         | хексадецимална                    | децимална                       | хексадецимална                  |
| Уникод                    | 8510                        | U+213E                      | 8509                      | U+213D                    | 120490                          | U+1D6AA                         | 120516                        | U+1D6C4                       | 120548                            | U+1D6E4                           | 120574                          | U+1D6FE                         |
| UTF-8                     | 226 132 190                 | E2 84 BE                    | 226 132 189               | E2 84 BD                  | 240 157 154 170                 | F0 9D 9A AA                     | 240 157 155 132               | F0 9D 9B 84                   | 240 157 155 164                   | F0 9D 9B A4                       | 240 157 155 190                 | F0 9D 9B BE                     |
| UTF-16                    | 8510                        | 213E                        | 8509                      | 213D                      | 55349 57002                     | D835 DEAA                       | 55349 57028                   | D835 DEC4                     | 55349 57060                       | D835 DEE4                         | 55349 57086                     | D835 DEFE                       |
| Нумеричка референца знака | &#8510;                     | &#x213E;                    | &#8509;                   | &#x213D;                  | &#120490;                       | &#x1D6AA;                       | &#120516;                     | &#x1D6C4;                     | &#120548;                         | &#x1D6E4;                         | &#120574;                       | &#x1D6FE;                       |

| Знак                      | 𝜞                                      | 𝜞                                      | 𝜸                                    | 𝜸                                    | 𝝘                                          | 𝝘                                          | 𝝲                                        | 𝝲                                        | 𝞒                                                 | 𝞒                                                 | 𝞬                                               | 𝞬                                               |
| ------------------------- | -------------------------------------- | -------------------------------------- | ------------------------------------ | ------------------------------------ | ------------------------------------------ | ------------------------------------------ | ---------------------------------------- | ---------------------------------------- | ------------------------------------------------- | ------------------------------------------------- | ----------------------------------------------- | ----------------------------------------------- |
| Назив у Уникоду           | MATHEMATICAL BOLD ITALIC CAPITAL GAMMA | MATHEMATICAL BOLD ITALIC CAPITAL GAMMA | MATHEMATICAL BOLD ITALIC SMALL GAMMA | MATHEMATICAL BOLD ITALIC SMALL GAMMA | MATHEMATICAL SANS-SERIF BOLD CAPITAL GAMMA | MATHEMATICAL SANS-SERIF BOLD CAPITAL GAMMA | MATHEMATICAL SANS-SERIF BOLD SMALL GAMMA | MATHEMATICAL SANS-SERIF BOLD SMALL GAMMA | MATHEMATICAL SANS-SERIF BOLD ITALIC CAPITAL GAMMA | MATHEMATICAL SANS-SERIF BOLD ITALIC CAPITAL GAMMA | MATHEMATICAL SANS-SERIF BOLD ITALIC SMALL GAMMA | MATHEMATICAL SANS-SERIF BOLD ITALIC SMALL GAMMA |
| Врста кодирања            | децимална                              | хексадецимална                         | децимална                            | хексадецимална                       | децимална                                  | хексадецимална                             | децимална                                | хексадецимална                           | децимална                                         | хексадецимална                                    | децимална                                       | хексадецимална                                  |
| Уникод                    | 120606                                 | U+1D71E                                | 120632                               | U+1D738                              | 120664                                     | U+1D758                                    | 120690                                   | U+1D772                                  | 120722                                            | U+1D792                                           | 120748                                          | U+1D7AC                                         |
| UTF-8                     | 240 157 156 158                        | F0 9D 9C 9E                            | 240 157 156 184                      | F0 9D 9C B8                          | 240 157 157 152                            | F0 9D 9D 98                                | 240 157 157 178                          | F0 9D 9D B2                              | 240 157 158 146                                   | F0 9D 9E 92                                       | 240 157 158 172                                 | F0 9D 9E AC                                     |
| UTF-16                    | 55349 57118                            | D835 DF1E                              | 55349 57144                          | D835 DF38                            | 55349 57176                                | D835 DF58                                  | 55349 57202                              | D835 DF72                                | 55349 57234                                       | D835 DF92                                         | 55349 57260                                     | D835 DFAC                                       |
| Нумеричка референца знака | &#120606;                              | &#x1D71E;                              | &#120632;                            | &#x1D738;                            | &#120664;                                  | &#x1D758;                                  | &#120690;                                | &#x1D772;                                | &#120722;                                         | &#x1D792;                                         | &#120748;                                       | &#x1D7AC;                                       |